# Saint-Jean-des-Bois
Pour les articles homonymes, voir Saint-Jean.
Ne doit pas être confondu avec Saint-Jean-aux-Bois ou Saint-Jean-du-Bois.
Saint-Jean-des-Bois est une ancienne commune française, située dans le département de l'Orne en région Basse-Normandie, peuplée de 181 habitants. Elle a fusionné le 1er janvier 2015 avec six autres communes, sous le régime juridique des communes nouvelles instauré par la loi no 2010-1563 du 16 décembre 2010 de réforme des collectivités territoriales pour créer la commune nouvelle de Tinchebray-Bocage.

## Géographie
La commune est aux confins du Bocage flérien et du Mortainais. Son bourg est à 7,5 km au sud-ouest de Tinchebray, à 12 km à l'est de Sourdeval, à 17 km au nord-est de Mortain et à 20 km à l'ouest de Flers.
Le territoire est traversé par la route départementale no 237 joignant Tinchebray, au nord-est, au Fresne-Poret, à l'ouest. La D 229 la croisant permet à l'est de retrouver Yvrandes et Saint-Cornier-des-Landes en passant par le bourg. Au nord, elle mène vers Saint-Christophe-de-Chaulieu et Truttemer-le-Petit.
Saint-Jean-des-Bois est majoritairement dans le bassin de la Loire, par son sous-affluent l'Égrenne qui délimite le territoire de l'ouest au sud. Quelques affluents parcourent le territoire communal dont l'un prend sa source à l'est du bourg. Deux petites parties du territoire, au nord et à l'est, sont dans le bassin de l'Orne par deux affluents du Noireau.
Le point culminant (322 m) se situe au nord-est, près du lieu-dit la Tuilerie. Le point le plus bas (188 m) correspond à la sortie de l'Égrenne du territoire, au sud. La commune est bocagère.
| Saint-Christophe-de-Chaulieu | Le Ménil-Ciboult    | Tinchebray |
| Le Fresne-Poret (Manche)     | Saint-Jean-des-Bois | Yvrandes   |
| Le Fresne-Poret (Manche)     | Ger (Manche)        | Yvrandes   |

## Toponymie
Le nom de la localité est attesté sous la forme Saint Jean des Bois en 1793.
La paroisse est dédiée à Jean le Baptiste qui dans la tradition chrétienne est le prophète qui a annoncé la venue de Jésus de Nazareth et lui a donné le baptême.

## Histoire
La commune est impliquée dans l'histoire de la chouannerie normande, Louis de Frotté ayant élu comme lieu de cantonnement de son armée la forêt toute proche. Michelot Moulin est un personnage du pays qui fait parler de lui pendant cette période troublée, et il saura en écrire des mémoires.
Le lieu-dit de la Vente-Henriet en fut un épisode historique.

## Politique et administration

### Administration municipale
Avant la fusion de 2015, et compte tenu de la population de la commune, son conseil municipal était composé de onze membres dont le maire et ses adjoints.

### Liste des maires
| Période                                  | Période       | Identité           | Étiquette | Qualité |
| ---------------------------------------- | ------------- | ------------------ | --------- | --- |
| Les données manquantes sont à compléter. |               |                    |           | |
| 1989                                     | août 2011     | Jacques Laignel    | SE        | Assistant en maîtrise d'ouvrage Vvice-président du Sirtom Flers-Condé ( ? → 2011) Mort en fonction           |
| septembre 2011                           | décembre 2014 | Jean-Louis Renault | SE        | Conseiller de l'assurance maladie retraité Vice-président de la CC Domfront Tinchebray Interco (2017 → 2023) |

| Période      | Période        | Identité           | Étiquette | Qualité |
| ------------ | -------------- | ------------------ | --------- | --- |
| janvier 2015 | novembre 2023, | Jean-Louis Renault | SE        | Conseiller de l'assurance maladie Vice-président de la CC Domfront Tinchebray Interco (2017 → 2023) Mort en fonction |

## Démographie
En 2021, la commune comptait 181 habitants. Depuis 2004, les enquêtes de recensement dans les communes de moins de 10 000 habitants ont lieu tous les cinq ans (en 2004, 2009, 2014, etc. pour Saint-Jean-des-Bois) et les chiffres de population municipale légale des autres années sont des estimations.
Saint-Jean-des-Bois a compté jusqu'à 1 055 habitants en 1841.
| 1793 | 1800 | 1806  | 1821 | 1831 | 1836 | 1841  | 1846  | 1851 |
| ---- | ---- | ----- | ---- | ---- | ---- | ----- | ----- | ---- |
| 890  | 922  | 1 015 | 892  | 967  | 980  | 1 055 | 1 005 | 964  |

| 1856 | 1861 | 1866 | 1872 | 1876 | 1881 | 1886 | 1891 | 1896 |
| ---- | ---- | ---- | ---- | ---- | ---- | ---- | ---- | ---- |
| 879  | 787  | 811  | 695  | 704  | 655  | 664  | 624  | 550  |

| 1901 | 1906 | 1911 | 1921 | 1926 | 1931 | 1936 | 1946 | 1954 |
| ---- | ---- | ---- | ---- | ---- | ---- | ---- | ---- | ---- |
| 488  | 455  | 424  | 391  | 389  | 390  | 378  | 363  | 323  |

| 1962 | 1968 | 1975 | 1982 | 1990 | 1999 | 2004 | 2009 | 2014 |
| ---- | ---- | ---- | ---- | ---- | ---- | ---- | ---- | ---- |
| 322  | 290  | 238  | 239  | 231  | 197  | 184  | 185  | 172  |

| 2018 | - | - | - | - | - | - | - | - |
| ---- | - | - | - | - | - | - | - | - |
| 182  | - | - | - | - | - | - | - | - |

## Culture locale et patrimoine

### Lieux et monuments
- Le manoir de la Guyonnière est inscrit aux Monuments historiques[14]. Trois de ses cheminées sont même classées à titre d'objets[15].
- L'église Saint-Jean-Baptiste est du XIXe siècle.

### Personnalités liées à la commune
- Michel Moulin, dit Michelot Moulin (1771 à Saint-Jean-des-Bois - 1839), chef chouan.
- Charles Maucorps, capitaine au 11e régiment de chasseurs à cheval, né le 18 octobre 1790 à Saint-Jean-des-Bois et mort le 25 décembre 1875 à Moulins, Allier, chevalier de la Légion d’honneur par décret du 30 octobre 1829.